# Cocs
Cocsul este un material obținut ca fracțiune solidă prin prelucrarea termică fără aer a huilei. Cocsul este obținut prin îndepărtarea componentelor volatile (gazoase și lichide) din cărbune prin coacere fără aer la temperaturi de până la 2.000 grade Celsius, proces cunoscut și sub denumirea de calcinare. Fracțiunile volatile conțin, printre altele, hidrocarburi aromatice.
Cocsul obținut din cărbune este cenușiu, dur și poros. Chiar dacă cocsul se poate forma și pe cale naturală, cea mai des folosită formă este cea obținută pe cale artificială. Cocsul are putere calorifică mare.

## Istoric
Chinezii au început să folosească cocsul pentru încălzire și prepararea mâncării încă din secolul al IX-lea. În primele decenii ale secolului al XI-lea fierarii chinezi din valea Râului Galben au început să își alimenteze cuptoarele cu cocs, rezolvând astfel problema combustibilului într-o zonă cu puțini arbori.
În 1603 Hugh Plat sugera că prin carbonizare cocsul se poate obține într-o manieră asemănătoare cu obținerea cărbunelui de lemn. Acest proces a fost pus în aplicare abia în 1642 când cocsul era utilizat pentru prăjirea malțului în Derbyshire. Cărbunele nu poate fi folosit la fabricarea berii deoarece gazele sulfuroase dau un gust neplăcut berii.
În 1709 Abraham Darby I a înființat un furnal ce folosea drept combustibil cocsul pentru obținerea fontei. Puterea superioară a cocsului a permis furnalelor să devină mai înalte și mai mari. Rezervele mari de minereu de fier ieftin a fost unul din factorii declanșatori ai Revoluției Industriale.
În primii ani ai existenței locomotivelor cu aburi din Anglia cocsul era principalul combustibil utilizat, fapt atestat într-un act de mediu al vremii; orice locomotivă propusă "trebuie să își consume propriul fum". Acest aspect era imposibil de realizat din punct de vedere tehnic până la inventarea focarului în formă de arc dar cocsul, prin emisiile sale mici de fum, era considerat pentru a îndeplini această cerere. Totuși, această regulă a fost eliminată iar cărbunele, mai ieftin, a devenit combustibilul standard pe măsură ce căile ferate erau tot mai populare în rândul publicului.
La sfârșitul secolului al XIX-lea câmpurile carbonifere din partea vestică a statului Pennsylvania ofereau o bogată sursă de materie primă pentru cocsificare. În 1885 Rochester and Pittsburgh Coal and Iron Company a construit cel mai lung lanț din lume de cuptoare de cocs din Walston, Pennsylvania, cu 475 de cuptoare întinse pe o lungime de 2 km. Capacitatea de producție era de 22.000 de tone pe lună (264.000 de tone pe an).